# Anna Pakuła-Sacharczuk
Anna Zofia Pakuła-Sacharczuk (* 10. August 1953 in Płońsk) ist eine polnische Politikerin (PiS). Sie gehörte von 2005 bis 2007 dem Sejm in der V. Wahlperiode an.

## Leben und Beruf
Pakuła-Sacharczuk studierte an der Katholischen Universität Lublin Philosophie. In den 1980er Jahren war sie in Kulturzentren ls Regisseurin und Theaterlehrerin tätig. Später wechselte sie in die Stadtverwaltung von Rzeszów. Ihr Engagement galt der Vereinigung für kinderreiche Familien „Rodzina Rodzin“. Sie ist verheiratet.

## Politik
Bei der Parlamentswahl 2001 kandidierte Pakuła-Sacharczuk erfolglos für die Prawo i Sprawiedliwość (PiS) im Wahlkreis Rzeszów zum Sejm. Sie wurde dann aber bei der Parlamentswahl 2005 mit 8675 Stimmen aus diesem Wahlkreis gewählt. Von 2005 bis 2007 war sie Abgeordnete der PiS im Sejm. Bei der Parlamentswahl 2001 konnte sie ihr Mandat nicht verteidigen.

## Ehrungen
- 2020 Silbernes Verdienstkreuz der Republik Polen[4]